# اوبورنتون (تنسی)
اوبورنتون(به انگلیسی: Auburntown) شهری در ایالت تنسی کشور ایالات متحده آمریکا است که جمعیت آن در سرشماری سال ۲۰۱۰ میلادی، ۲۶۹ نفر بوده‌است.